# Parallelia lilacea
Parallelia lilacea là một loài bướm đêm trong họ Erebidae.